# Chris Richards
Christopher Jeffrey Richards (Birmingham (Alabama), 28 maart 2000) is een Amerikaans profvoetballer die als verdediger speelt voor Bayern München

## Carrière
Richards speelde in de jeugdopleiding van FC Dallas. Vanwege een samenwerking tussen Dallas en Bayern München mocht hij in mei 2018 tien dagen op proef bij de Duitse club. Vanwege zijn goede prestaties huurde Bayern hem in juli 2018 voor een seizoen.
Op 19 januari nam Bayern Richards definitief over van Dallas.
Op 20 juni 2020 maakte Richards zijn debuut in het eerste elftal in de met de 3-1 gewonnen wedstrijd tegen SC Freiburg.

## Erelijst
Bayern München
- UEFA Super Cup: 2020
- DFL-Supercup: 2020

1 Neuer  ·
2 Upamecano ·
3 Kim ·
6 Kimmich ·
7 Gnabry ·
8 Goretzka ·
9 Kane ·
10 Sané ·
11 Coman ·
15 Dier ·
16 Palhinha ·
17 Olise ·
18 Peretz ·
19 Davies ·
21 Ito ·
22 Guerreiro ·
23 Boey ·
24 Vidović ·
25 Müller ·
26 Ulreich ·
27 Laimer ·
28 Buchmann ·
40 Urbig ·
42 Musiala ·
44 Stanišić ·
45 Pavlović ·
Coach: Kompany
· Assistent-coach: Danks